# Screen Gems
Screen Gems, Inc. је амерички филмски студио чији је власник Sony Pictures Entertainment. Служио је у неколико различитих намена током деценија од оснивања, у почетку као студио за анимиране филмове, затим као телевизијски, а касније као филмски студио. Тренутно се бави филмском продукцијом, а највише производи хорор филмове.